# Pools (відеогра)
Pools (укр. Басейни; стилізовано як POOLS у логотипі) — це симулятор ходіння в жанрі горор, випущений у 2024 році. Розроблений фінською компанією Tensori для Microsoft Windows, macOS і Linux. Це інтерактивна адаптація феномену лімінальних просторів, що набув популярності в Інтернеті з 2019 року. Події гри розгортаються у величезному лабіринтоподібному комплексі басейнів.

## Ігровий процес
Pools поділений на шість розділів, на проходження кожного з котрих гравцеві знадобиться від 10 до 30 хвилин. Гра представлена у жанрі "знайдених кадрів" VHS-формату. Якщо гравець загине, наприклад, впавши в глибоку яму, VHS перемотає запис до моменту, коли фатальний крок не було зроблено. Гра не має історії.
Як і в інших симуляторах ходіння, рівень взаємодії обмежений: гравець просто досліджує навколишнє середовище пішки, плаваючи або користуючись водними гірками. У грі немає монстрів чи антагоністів, які намагаються атакувати гравця, що розробники роз'яснюють на сторінці проєкту у Steam. Натомість джерелами напруги є атмосфери та естетики самого середовища. Тут немає головоломок, хоча середовище часом може бути схожим на лабіринт. Існують невеликі візуальні підказки, які допомагають гравцеві, наприклад, калюжі, що залишаються після виходу з басейну. Вони можуть діяти як навігаційні стежки, щоб попередити гравця, якщо той ходить по колу. Кожен із розділів має визначені виходи, використовувані для прогресу.

## Розробка

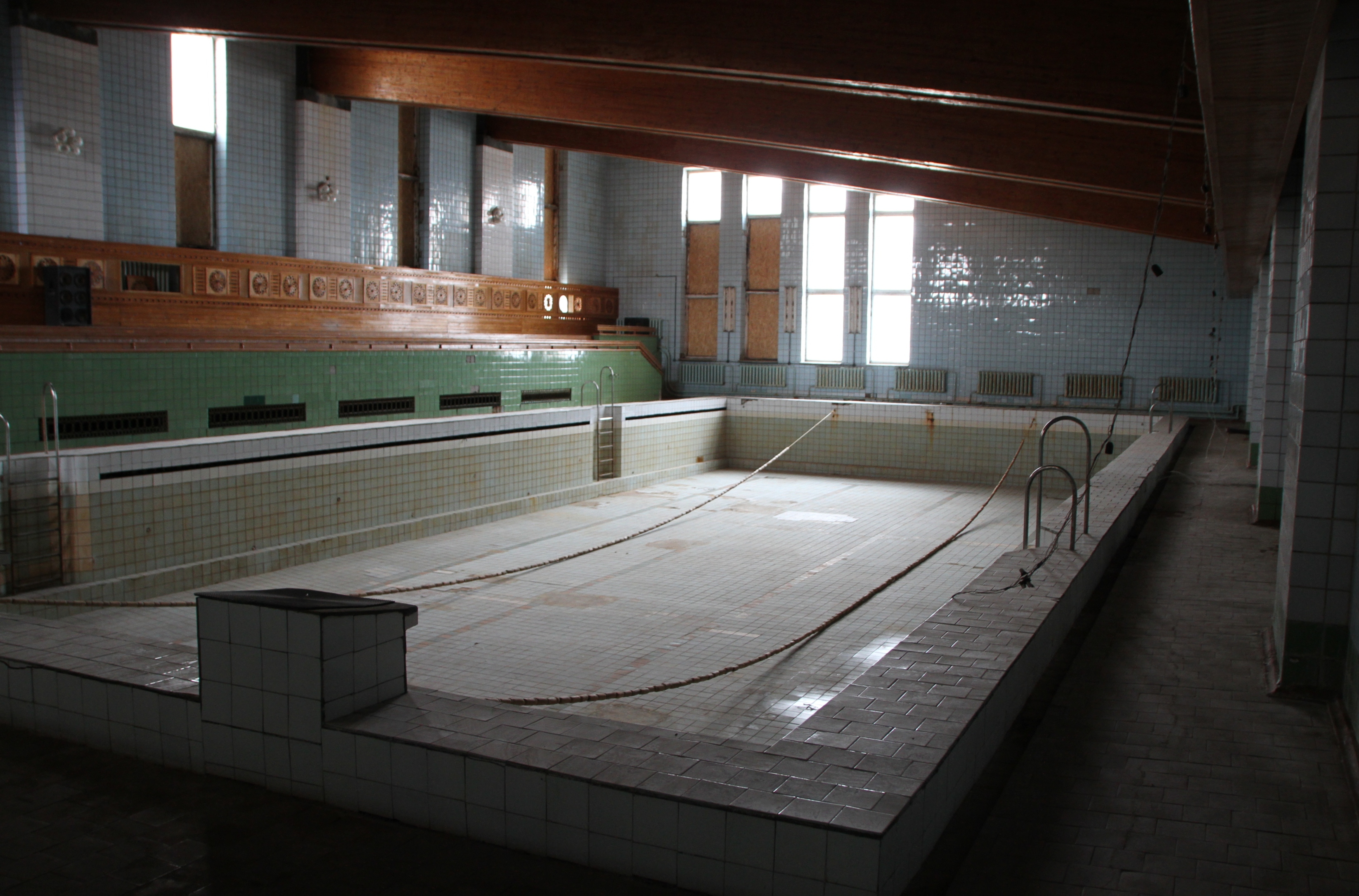
Фотографія покинутого басейну на Шпіцбергені, яка нагадує естетику лімінального простору

Компанія-розробник Tensori розташований у фінському місті Ювяскюля. Гра була натхненна образами лімінальних просторів. Започаткування гілки цієї естетики та художнього руху під назвою «Pool Rooms» («Басейни») приписують цифровому художнику Джареду Пайку, який створив серію зображень у рамках серії Dream Pools («Басейни з Видінь» або «Басейни зі Снів») з 2020 по 2024 рік. Розробники визнали вплив Пайка, а також інших художників, які працюють у даній сфері, зокрема Mortain Colors, Matt Studios та Ендрю Квіста. Гра останнього, Anemoiapolis, що вийшла у 2023 році, містила тематичний рівень аквапарку, і була добре відомою в художньому русі.
Pools виник як експериментальний ігровий проєкт, розроблений у вільний час команди. 11 квітня 2024 року було випущено трейлер як ексклюзив для IGN. Перед запуском керівник Tensori Антті Ярвінен дав інтерв’ю PC Gamer і обговорив надмірну обережність у розробці AAA під час роботи з новими концепціями. На противагу цьому він зазначив, що Pools відходять від звичної естетики басейнів у пізніших розділах.

## Сприйняття
Гру сприйняли позитивно. Eurogamer описав її як «красиву і вельми похмуру. Це схоже на навігацію в дуже дивній похоронній камері». Destructoid обговорював той факт, що сторінка у стім інформує гравців про те, що монстрів не буде, однак, навіть знаючи про це, з гравцем гратиме його власна уява. Fandom Wire схвально відгукнувся про навколишнє середовище гри, зазначивши, що «навіть простота текстури білої плитки, яка вкриває стіни та підлогу, стає гіпнотичною після тривалого споглядання. До такої міри, що Ви майже відчуватимете запах хлору». Журналіст The Gamer Майк Друкер назвав її «найстрашнішою грою, в яку я грав за увесь рік», додавши, що часом вона була «на диво розслаблювальною». Game Grin позитивно оцінив гру, зазначивши надзвичайно страшну атмосферу. Вони визнали, що гра триває близько двох годин і в неї можна пограти лише один раз, «та понад те, Ви її цінуватимете».
Деякі оглядачі мали сумніви стосовно того, чи слід вважати Pools грою жахів. Зважаючи на відсутність монстрів і загроз, тональність твору суб’єктивна. Журналістка Kotaku Вілла Роу, колишня плавчиня, описала викликану грою ностальгію за ранковими тренуваннями. «POOLS має деякі кімнати, що, здається, ледь не родом з мого мозку, ніби я блукаю в спогадах. Це не той тривожний досвід, яким гра призначена бути для більшості гравців, а щось більш особисте та таке ж захопливе».